# نیویورک (جز به کل)
نیویورک، جزء به کل (به انگلیسی: Synecdoche, New York) یک فیلم مستقل و کمدی-درام به نویسندگی و کارگرانی چارلی کافمن محصول سال ۲۰۰۸ ایالات متحدهٔ آمریکا است. این فیلم اولین کارگردانی چارلی کافمن است. فیلیپ سیمور هافمن، سامانتا مورتون و میشل ویلیامز در این فیلم به ایفای نقش پرداختند. چارلی کافمن با یک داستان و روایت نا متعارف به مقولهٔ کشف وجودیت و معنای زندگی می‌پردازد.

## داستان
کیدن کوتار فیلیپ سیمور هافمن یک کارگردان تئاتر است که دچار بحرانی در زندگی می‌شود. بعد از اینکه جایزهٔ «مک آرتور» را به‌دست می‌آورد و زنش او را ترک می‌کند؛ او سعی به حل کردن این بحران با ساخت یک نمایش تئاتر عظیم با پولی که از جایزهٔ «مک آرتور» به‌دست آورده می‌کند.

## بازیگران
- فیلیپ سیمور هافمن
- سامانتا مورتون
- میشل ویلیامز
- کاترین کینر
- امیلی واتسون
- دایان ویست
- جنیفر جیسن لی
- هوپ دیویس
- تام نونان
- رابین ویگرت
- جری ادلر
- لین کوئن
- جاش پایس
- دانیل لندن
- ایمی رایت
- پاول اسپارکس
- جان روثمن
- الیزابت مارول
- دیزی تاهان
- رزمری مورفی
- تیم گونی
- آلیس درامند
- مایکل هیگینز
- کریستوفر ایوان ولچ
- پیتر فریدمن
- فرانک وود

## جوایز
چارلی کافمن برای این فیلم نامزد جایزهٔ نخل طلای جشنواره فیلم کن ۲۰۰۸ و همچنین نامزد جایزهٔ جامعهٔ منتقدان سال ۲۰۰۸ برای بهتری فیلمنامهٔ ارجینال شد.
کافمن برندهٔ جایزهٔ جامعهٔ منتقدان آستین برای بهترین فیلمنامهٔ اورجینال شد و فیلم جزو ده فیلم برتر آنها در آن سال شد.
در مراسم ایندیپندنت اسپرایت فیلم برندهٔ جایزهٔ بهترین فیلم اول و جایزهٔ رابرت آلتمن و همچنین نامزد جایزهٔ بهترین فیلمنامه شد.
فیلم جایزهٔ گاتام ایندیپندنت برای بهترین گروه بازیگری را با فیلم ویکی کریستینا بارسلونا شریک شد.
مارک فردبرگ برندهٔ جایزهٔ جامعه منتقدان لس آنجلس سال ۲۰۰۸ برای بهترین طراحی صحنه شد.
در سال ۲۰۱۰ چارلی کافمن برندهٔ جایزهٔ شصت طلایی راجر ایبرت به عنوان بهترین فیلم دهه شد.

## بازخورد
راجر ایبرت منتقد فقید سینما، فیلم را به عنوان بهترین فیلم دهه اول قرن ۲۱ انتخاب کرد و در بارهٔ آن گفت: یک فیلم شاهکار. دو بار ببینید … موضوع فیلم بخش‌گویی، نیویورک چیزی نیست جز زندگی انسان و کارکرد آن.